# نظرية العوامل المشتركة
نظرية العوامل المشتركة هي نظرية وجّهت بعض الأبحاث في علم النفس السريري وعلم النفس الإرشادي، وتقترح أن المناهج والممارسات المختلفة القائمة على الأدلة في العلاج النفسي والإرشاد تشترك في عوامل مشتركة ترجع إليها فاعلية العلاج النفسي. تخالف هذه النظرية الرأي القائل بأن فعالية العلاج النفسي والإرشاد ترجع إلى عوامل محددة أو فريدة (كطرائق أو عمليات محددة) تناسب علاج مشكلات محددة. وفقًا لمراجعة، فإنه «من المعروف للكثيرين أن الجدال بين العوامل المشتركة والفريدة في العلاج نفسي ثنائيّة باطلة، وأن هذه العوامل يجب أن تُدمَج حتّى تبلغ الفعاليّة أقصاها.» وبعبارة أخرى، «يجب على المعالجين النفسيين أن ينخرطوا في أشكال محددة من العلاج حتى يكون للعوامل المشتركة بيئةٌ تعمل بها». تعدّ نظرية العوامل المشتركة طريقة من الطرائق التي حاول بها الباحثون في العلاج النفسي أن يدمجوا العلاجات النفسية بعضها ببعض.

## التاريخ
بدأ شاول روزنزويغ النقاش حول مسألة العوامل المشتركة في مقالة نُشرت عام 1936 ناقش فيها بعض العلاجات الفيزيائية في زمنه. أكّد كتاب جون دولارد ونيل إلغار ميلر الصادر عام 1950 والمعنون بـ«الشخصية» أن مبادئ علم النفس وظروف التعلّم المجتمعية هي أهم العوامل المشتركة. ضمّن سول غارفيلد (الذي عدّل بعد ذلك عدّة نُسَخٍ من كتيّب العلاج النفسي وتغيير السلوك مع ألن بيرغن) مرجعه الصادر عام 1957 المعنون بـ«علم النفس السريري التمهيدي». في العام نفسه، نشر كارل روجرز ورقةً تفصّل ما بات يُعرَف بالعوامل المشتركة (التي سمّاها «الظروف الكافية») للتغيير العلاجي الناجح للشخصية، مؤكّدًا على عوامل العلاقة العلاجية، التي أصبحت بعد ذلك مركزية في نظرية «العلاج المتمركز حول العميل».
في عام 1961، نشر جيروم فرانك «الإقناع والشفاء»، وهو كتاب مكرَّس لاختبار العوامل المشتركة بين العلاجات النفسية ومناهج الشفاء المتعلقة بها. ركّز فرانك على أهمية (1) توقّع المساعدة (وهو من عناصر العلاج بالوهم)، و(2) العلاقة العلاجية، و(3) وجود مخطط عقلاني أو مفاهيمي يشرح الأعراض الظاهرة ويصف إجراءً معيّنًا لحلّها، و(4) المشاركة الفاعلة للمريض والمعالج في تطبيق هذا الإجراء.
بعد أن نشر لستر لوبورسكي وزملاؤه مراجعة مكتوبة للدراسات التجريبية المجراة على نتائج العلاج النفسي في عام 1975، صارت فكرة أن كل العلاجات النفسية فاعلة تعرَف بحكم طائر الدودو، وهي إشارة إلى مشهد في مغامرات أليس في بلاد العجائب اقتبسها روزنزويغ في مقالته عام 1936، في هذا المشهد بعد أن تتسابق الشخصيات ويربح الجميع، يقول طائر الدودو: «الجميع فائزون، والجميع يستحقّون هدايا». كان بحث لوبورسكي محاولة (لم تكن أول محاولة ولا آخر محاولة) لإبطال دراسة هانز إيسنك المنشورة عام 1952 عن فعالية العلاج النفسي، إذ وجد إيسنك أن العلاج النفسي عمومًا لا يبدو أنه يحسّن أحوال المريض. قدّمت عدة دراسات بعد عام 1975 أدلة أكثر لدعم الفعالية العامة للعلاج النفسي، ولكن سؤال العوامل الفريدة والمشتركة كيف يقلل أحدهما فعالية العلاج النفسي ويزيدها في حالات خاصّة، لم يزل يشغل الدراسات التجريبية في العقود التالية.
جمع الكتاب المهم الصادر عام 1982 «تقارب الموضوعات في العلاج النفسي»، عددًا من الفصول كتبها عدّة مؤلّفين يدعمون فيها فكرة العوامل المشتركة، من هذه الفصول مقدمة كتبها مارفن غولدفريد وويندي باداور، ونسخة من مقالة روزنزويغ الصادرة عام 1936، وفصولًا أخرى (بعضها نسخ من مقالات) لجون دولارد ونيل إلغار ميلر، وفرانز ألكسندر، وأرنولد لازاروس، وهانز هيرمان سترب، وسول غارفيلد، وجون بول برادي، وجود مارمور وبول ووتشتيل وأبراهام ماسلو وأرنولد غولدشتاين وأنثوني ريل وآخرين. فرّق الفصل الذي كتبه غولدفريد وباداور بين ثلاثة مستويات من التدخّل في العلاج:
1. نظريات التغيير (نظريات المعالجين في كيفية حدوث التغيير)
2. مبادئ التغيير أو استراتيجياته
3. تقنيات العلاج (التدخّلات التي يفترض المعالجون أنها فاعلة)

قال غولدفريد وباوادر أنه في حين أن المعالجين قد يتحدثون عن نظرياتهم مستخدمين مصطلحات مختلفة جدًا، فإن المعالجين الماهرين يرون بين هذه النظريات اتفاقات كبيرة في المستوى الثاني من العلاج (مبادئ التغيير أو استراتيجياته). كان تركيز غولدفريد وباوادر على مبادئ التغيير أو استراتيجياته مشاركة مهمة في نظرية العوامل المشتركة لأنهما أظهرا بوضوح كيف أن المبادئ أو الاستراتيجيات يمكن أن تعتبر عوامل مشتركة (أي يشترك فيها المعالجون الذين يتبنون نظريات مختلفة للتغيير) وعوامل خاصة (تظهر عند استعمال طرائق خاصة في مناهج مختلفة) في الوقت نفسه. وفي نفس الوقت تقريبًا، اقترح جيمس بروتشاسكا وزملاؤه الذين كانوا يطورون نموذج تغيير عابرًا للنظريات، عشرة «عمليات للتغيير» صنّفت «عدّة تقنيات وطرائق وتدخلات مرتبطة بتوجهات نظرية مختلفة»، وقالوا إن عمليات التغيير التي اقترحوها تتوافق مع المستوى العلاجي الثاني عند غولدفريد وباوادر (أساليب التغيير المشتركة).
في عام 1986، قدّم ديفيد أورلينسكي وكِنِث هوارد نموذجهما الشامل في العلاج النفسي، وهو نموذج اقترح أن خمسة متغيرات عملية تنشط في العلاج النفسي: التواصل العلاجي، والتدخلات العلاجية، والرابطة العلاجية بين المعالج والمريض، وحالة المريض والمعالج من حيث علاقة كل واحد منهما بنفسه، والإدراك العلاجي.
في عام 1990، راجع جون نوكروس وليزا غرينكافيج الاختلافات في العوامل المشتركة في 50 منشورًا، فيها 89 عاملًا مشتركًا، اختارا منها 35 عاملًا مشتركًا وصنّفاها في خمس فئات: خصال العميل وقِيَم المعالج وعمليات التغيير وبنية المعاملة والعلاقة العلاجية. في العام نفسه، نشر لاري إي. بتلر وزملاؤه نموذجهم لاختيار المعالجة النظامية، حاول هذا النموذج أن يدمج العوامل المشتركة والخاصة في نموذج واحد يمكن أن يستعمله المعالجون ليساعدهم في المعالجة، مع أخذ أبعاد المريض والبيئات والظروف وأبعاد المعالِج وأنواع العلاج بعين الاعتبار. وصف بتلر وزملاؤه بعد ذلك منهجهم بـ«تحديد المبادئ المشتركة والمختلفة في التغيير».
في عام 1992، لخّص مايكل لامبرت بحوث نتائج العلاج النفسي وصنّف عوامل العلاج الفعال في أربع فئات مرتبة بحسب نسبة مشاركتها المفترضة في تغيير العملاء باعتباره وظيفة عوامل علاجية: أولًا، التغيير في العوامل غير العلاجية (خارج العلاج)، ولها نسبة 40%، هذه العوامل هي قِيَم العميل أو قِيَم بيئته التي تساعد في الشفاء بغض النظر عن مشاركته في العلاج، ثانيًا، العوامل المشتركة، ولها نسبة 30%، وهي العوامل التي توجَد في مجموعة من مناهج العلاج، منها التعاطف والعلاقة العلاجية، ثالثًا، التوقّع، وله نسبة 15% وهو قسم التحسّن الذي يعتمد على توقّع العميل للمساعدة أو إيمانه بعقلانية العلاج أو فعاليته، رابعًا، التقنيات، ولها نسبة 15%، وتختص بهذه العوامل علاجات معينة، وهي تناسب علاج مشكلات محددة. ألهم بحث لامبرت بعد ذلك كتابًا في نظرية العوامل المشتركة في المعالجة، عنوانُه «قلب التغيير وروحُه».
في أواسط تسعينيات القرن العشرين، عندما انتشرت الرعاية المنظّمة للصحة العقلية في الولايات المتحدة، بدأ باحثون آخرون في التحقيق في فعالية العلاج النفسي من حيث العلاجات المدعومة تجريبيًا لمشكلات معينة، بالتركيز على تجارب عشوائية متحكَّم بها، متّخذين منها معيارًا ذهبيًّا لدعم علاج معين. في عام 1995، شكّل القسم 12 في جمعية علم النفس الأمريكية (قسم علم النفس السريري) وحدة مهمّات طوّرت قوائم من العلاجات المدعومة تجريبيًا لمشكلات معينة كرُهاب الخلاء، واضطراب القلق العام واضطراب الوسواس القهري واضطراب الهلع. في عام 2001، نشر بروس وامبُلد «الجدل الكبير في العلاج النفسي»، وهو كتاب انتقد ما اعتبره بروس تركيزًا زائدًا على العلاجات المدعومة تجريبيًا لمشكلات محددة، ودعا بروس إلى بحثٍ مستمر في نظرية العوامل المشتركة.
في العقد الأول من القرن الواحد والعشرين، بدأت تُنشرَ بحوث جديدة في علاج الشركاء والعلاج العائلي تقوم على العوامل المشتركة.
في عام 2014، نُشرت سلسلة من عشر مقالات عن نظرية العوامل المشتركة في مجلة العلاج النفسي التابعة لجمعية علم النفس الأمريكية. ركّزت هذه المقالات على التكامل بين العلاجات المدعومة تجريبيًّا ونظرية العوامل المشتركة، وأكدت على أهمية متغيرات متعددة في فعالية العلاج النفسي، ودعت إلى بحث تجريبي أكثر في العوامل المشتركة (لا سيما متغيرات العميل والمعالِج)، وقالت إن بإمكان المعالجين الأفراد أن يفعلوا أشياء كثيرة ليطوروا فعالية العلاج وذلك بتسجيل معايير ردود الفعل (في أثناء العلاج) ومعايير النتيجة (بعد انتهاء العلاج) بدقّة شديدة. أظهرت المقالة التي حررها ستيفان هوفمان وديفيد بارلو، وهما باحثان بارزان في العلاج الإدراكي السلوكي، كيف أن نقلتهم الأخيرة من العمليات المستقلة للتشخيصات المختلفة إلى منهج عابر للتشخيص كان يشبه نظرية العوامل المشتركة كثيرًا.